# سیستم نقشه‌کشی یوشیزاوا

نمودار اوریگامی، با استفاده از سیستم یوشیزاوا

سیستم Yoshizawa – Randlett یک سیستم نقشه‌کشی و نموداری است که برای توصیف تاهای مدل‌های اریگامی استفاده می‌شود. بسیاری از کتابهای اریگامی با توصیف تکنیکهای اصلی اریگامی که برای ساخت مدلها استفاده می‌شود، شروع می‌شوند. همچنین تعدادی پایه استاندارد وجود دارد که معمولاً به عنوان اولین قدم در ساخت مورد استفاده قرار می‌گیرند. بسته به پیچیدگی تکنیک‌های مربوط به ساخت، مدل‌ها معمولاً به عنوان مهارت کم، متوسط یا زیاد طبقه‌بندی می‌شوند.

## تاریخچه
مفهوم نمودار نویسی در کتاب "Senbazuru Orikata"، اولین کتاب اریگامی که تاکنون منتشر شده‌است، در سال ۱۷۹۷ شکل گرفت. نمودارهای این کتاب بسیار نامشخص بود و غالباً فقط نتیجه نهایی روند تاشدن را نشان می‌داد و پوشه را از ایجاد مدل مطمئن نمی‌دانست.
بعداً کتاب‌ها شروع به ساختن سیستمی کردند که نشان می‌داد دقیقاً چطور مدل بسته می‌شود. این نمادها از یک مجموعه نماد نامرتب گرفته تا یک عکس یا طرح از هر مرحله در تلاش برای نشان دادن حرکت چین است. هیچ‌یک از این سیستم‌ها برای نمودار نمودن همه مدل‌ها کافی نبودند و بنابراین هیچ‌یک به‌طور گسترده پذیرفته نشدند.
در دهه‌های ۱۹۵۰ و ۶۰، آکیرا یوشیزاوا سیستمی از نمودار را پیشنهاد داد. او نماد نمودار خود را در اولین مونوگرافی منتشر شده خود، Atarashi Origami Geijutsu (هنر جدید اوریگامی) در سال ۱۹۵۴ معرفی کرد. او خطوط نقطه چین و خط دار را برای نشان دادن چین‌ها و کوه‌ها و دره‌ها و چند علامت دیگر مانند نمادهای «تورم» و «گرد» به کار برد. این سیستم توجه ساموئل رندلت و رابرت هاربین را به خود جلب کرد، آنها چند علامت مانند «چرخش» و «بزرگنمایی» را اضافه کردند و سپس آن را به عنوان استاندارد تصویب کردند. سیستم Yoshizawa – Randlett اولین بار در سال ۱۹۶۱ در کتاب هنر اریگامی ساموئل رندلتت شرح داده شد. سپس به عنوان پیش فرض در کل جامعه بین‌المللی اریگامی پذیرفته شد و امروزه همچنان مورد استفاده عمومی است.

## نمادهای اوریگامی

### تاهای پایه
دو نوع اصلی نماد اوریگامی وجود دارد، خطوط و پیکان‌ها. پیکان‌ها نحوه خم شدن یا جابجایی کاغذ را نشان می‌دهد. خطوط انواع مختلفی از لبه‌ها را نشان می‌دهد:
- یک خط ضخیم لبه کاغذ را نشان می‌دهد.
- یک خط تیره چین دره را نشان می‌دهد. کاغذ جلوی خودش جمع می‌شود.
- یک خط تیره و نقطه چین کوه را نشان می‌دهد (بسته به نویسنده ممکن است یک یا دو نقطه وجود داشته باشد). این کاغذ در پشت خود جمع می‌شود، این کار معمولاً با برگرداندن کاغذ، تا شدن دره دره و برگرداندن مجدد کاغذ انجام می‌شود.
- یک خط نازک نشان می‌دهد که چین قبلی کاغذ را کجا چین زده‌است.
- یک خط نقطه دار چین قبلی را نشان می‌دهد که در پشت کاغذ دیگر پنهان شده‌است، یا گاهی چین خورده‌ای را نشان می‌دهد که هنوز ساخته نشده‌است.

- Valley fold
- Mountain fold.
- Fold and unfold valley.
- Turn over and invisible line.

### عملیات مشترک
عملیاتی که در اینجا نشان داده شده‌است، همه بسیار معمول است. چین‌های چین دار و چین‌های معکوس اغلب با دو چین در یک زاویه انجام می‌شود. چین‌های معکوس گوشه ای معمولاً برای تولید پا یا سر پرندگان استفاده می‌شود.
چین سینک واسطه ای برای مهارت بالا در نظر گرفته می‌شود. نسخه ای که در اینجا نشان داده شده سینک باز نامیده می‌شود و نسخه دیگری به نام سینک بسته وجود دارد که یک جیب مثلثی شکل تولید می‌کند و هیچ فلپ نشان داده نمی‌شود. در موارد ساده می‌توان مدل را تا حدی باز کرد و سپس با سینک ظرفشویی تا کرد.
- Rotate.
- Put the points together
- Open.
- Pull.
- Repeat action.
- Pleat fold, also called an accordion fold.
- Inside crimp fold.
- Outside crimp fold.
- Inside reverse fold.
- Outside reverse fold.
- Inflate the model.
- Sink a corner.

- Rotate.
- Put the points together
- Open.
- Pull.
- Repeat action.
- Pleat fold, also called an accordion fold.
- Inside crimp fold.
- Outside crimp fold.
- Inside reverse fold.
- Outside reverse fold.
- Inflate the model.
- Sink a corner.

## تاهای مرکب
- تا کدو با یک فلپ با حداقل دو لایه شروع می‌شود (به عنوان مثال، یک فلپ از پایه بمب آب). از نقطه بسته به سمت پایین این فلپ یک چین شعاعی ایجاد کنید. فلپ را باز کرده و به سمت پایین جمع کنید تا دو فلپ مجاور ایجاد کنید.
- چین گوش خرگوش با چین خوردگی مرجع در یک مورب شروع می‌شود. دو چین شعاعی را از گوشه‌های مخالف در امتداد همان طرف چین مرجع قرار دهید. فلپ حاصل باید به سمت پایین جمع شود تا لبه‌های قبلی تراز شوند.
- چین گلبرگ با دو فلپ متصل شروع می‌شود، که هر کدام حداقل دو لایه دارند. (به عنوان مثال، دو فلپ پایه مقدماتی). دو فلپ در طول چین مرجع به یکدیگر متصل می‌شوند. از نقطه باز دو چین شعاعی ایجاد کنید، به طوری که لبه‌های باز در امتداد چین مرجع قرار گیرند. این دو چین شعاعی را باز کنید. یک شکاف دیگر در قسمت بالای قسمت انتهایی چین‌ها ایجاد کنید تا یک مثلث از چین‌ها ایجاد شود. این چین را نیز باز کنید. یک لایه از نقطه باز را به سمت بالا تا کرده و با استفاده از چین‌های موجود آن را صاف کنید. چین گلبرگ معادل دو گوش خرگوش کنار هم است که در طول چین مرجع به هم متصل شده‌اند.

Squash fold applied to one flap of a waterbomb base
Rabbit ear fold
Petal fold on one half of a preliminary fold

## پایه‌های اوریگامی
در اریگامی، چندین پایگاه وجود دارد که مدلهای زیادی با آنها ایجاد می‌شوند. به‌طور کلی، «پایه» به هر کاغذ تاشده ای گفته می‌شود که بلافاصله مقدم بر روی تاشو و شکل دهی نهایی مدل مورد نظر باشد. موارد ذکر شده در زیر به عنوان پایه‌های اصلی اریگامی پذیرفته می‌شوند.
- یک پایه blintz با تاشو گوشه‌های مربع به مرکز ساخته می‌شود. مربع حاصل می‌تواند به‌عنوان نقطه شروع هر پایه استفاده شود یا دوباره براق شود. پایه حاصل امتیازات بیشتری برای جمع شدن خواهد داشت.
- پایه بادبادک‌ها فقط دو چین دره ای است که دو لبه مجاور مربع را به هم نزدیک می‌کند تا روی مورب مربع قرار بگیرند.
- پایه ماهی شامل دو چین شعاعی در برابر چین مرجع مورب در هر دو گوشه مخالف است. فلپ‌هایی که در دو گوشه دیگر ایجاد می‌شوند، در همان جهت با دقت به سمت پایین جمع می‌شوند. به عبارت دیگر، از دو گوش خرگوش کنار هم تشکیل شده‌است.
- پایه بمب آب شامل دو تا دره عمود بر روی مورب‌های مربع و دو تا کوه عمود بر مرکز مربع است. این الگوی چین سپس فشرده می‌شود و پایه بمب آب را تشکیل می‌دهد، که یک مثلث متساوی الساقین - راست با چهار فلپ مثلثی متساوی الاضلاع - راست است. پایه بمب آب یک چین مقدماتی از داخل است.
- چین اولیه شامل دو چین کوه عمودی مورب است که گوشه‌های مربع را دو نیم کرده و دو چین عمودی دره که لبه‌های مربع را دو نیم می‌کند. سپس کاغذ جمع می‌شود و به شکل مربع با چهار فلپ مثلثی متساوی و راست شکل می‌گیرد. گاهی آن را پایگاه مربع می‌نامند
- پایه پرنده یا پایه جرثقیل، از یک چین اولیه تشکیل شده‌است که هر دو گلبرگ جلو و پشت آن به سمت بالا جمع شده‌اند.
- پایه قورباغه با پایه بمب آب یا چین اولیه شروع می‌شود. هر چهار فلپ به صورت کدو جمع می‌شوند (در هر صورت نتیجه یکسان است) و سپس گوشه‌ها گلبرگ را به سمت بالا جمع می‌کنند.

Blintz base
Kite base
Fish base
Water bomb base before flattening
Preliminary fold or Square Base
Bird base

## مهارت‌های پیشرفته تر
- توصیف تای گردان دشوار است زیرا این اصطلاح به راحتی تعریف شده‌است و نسخه‌های بسیار متنوعی وجود دارد که می‌توان آنها را «تا خوردگی‌های چرخشی» نامید. با این حال، تا های مفصل به‌طور کلی شامل یک فلپ کاغذ است که «در حال چرخش» در یک نقطه یا راس خاص است و یک فلپ یا لبه کاغذ دیگر، متصل به اولین، در اطراف آن نقطه یا راس کشیده شده‌است.
- بیشتر تاها در یک پایه پرنده کشیده در قاعده پرندگان وجود دارد. هنگام تشکیل این پایه پرنده، مطمئن شوید که مثلث را در گوشه مرکز از طریق تمام لایه‌ها چین زده‌اید. (اگر کاملاً باز شوید، یک مربع کوچک در وسط کاغذ مشاهده خواهید کرد) پس از تشکیل پایه پرنده، کاغذ را تا حدی باز کنید یا دو گوشه مخالف پایه پرنده را «کشش» دهید. این دو گوشه، فلپ‌های مربوط به آنها و مربع مرکزی همه صاف خواهند بود. دو فلپ دیگر هرمی را تشکیل می‌دهند. گوش خرگوش هر فلپ که در هرم است، به طوری که مدل صاف است. تمام لبه‌های خام در امتداد خط مرکزی مدل قرار می‌گیرند. پایه پرندگان کشیده در عقاب طاس لانگ ، گرینبرگ ایوره و برخی دیگر از مدل‌های متوسط و پیچیده استفاده می‌شود.
- سینک باز معمولاً شامل باز کردن کاغذ، و معکوس شدن چین‌ها برای ایجاد پایه بمب آب در وسط مدل است.
- سینک دوتایی باز برابر است با ساختن یک سینک باز، و سپس باز کردن محل در جهت مخالف آن. آنالوگ غرق شده چین چین است. ساخت آن در یک مرحله (پس از پیش تراشیدن)، ساخت آن از یک سینک ظرفشویی باز آسان‌تر است، زیرا نیازی به معکوس منظم نقطه نیست. سینک ظرفشویی دوتایی باز در بسیاری از مدل‌های چین دار جعبه ای مورد استفاده قرار می‌گیرد.
- کدو حلوایی اسپرد شده را می‌توان به‌طور مشابه آنالوگ غوطه ور چین کدو حلوایی دانست. این برای صاف کردن یک فلپ بسته یا پیچ خوردگی استفاده می‌شود (به زیر مراجعه کنید). کدو پخش شده به جای ایجاد یک نقطه بلند به یک طرف پایه فلپ، یک شکاف گسترده در اطراف پایه فلپ ایجاد می‌کند. کدو سبز پراکنده در چشم اختاپوس انگل، در گل رز ماری و در برخی دیگر از مدل‌های متوسط و پیچیده استفاده می‌شود.
- سینک ظرفشویی همزمان یک فلپ قفل را در داخل یک سینک ظرفشویی ایجاد می‌کند. دشوار است زیرا کاغذ را نمی‌توان فراتر از مثلث باز کرد. این روش در بخش شماره ۴۶۲ انجمن اریگامی نشان داده شده‌است. سینک ظرفشویی بسته در برخی از مدلهای با درجه متوسط و پیچیده ظاهر می‌شود.
- چین خوردگی پیچ، همان‌طور که از نامش پیداست، شامل چرخاندن بخشی از کاغذ با توجه به موقعیت اصلی آن است. بخش پیچ خورده یک چند ضلعی خواهد بود. چین‌های پشتیبانی مورد نیاز شامل چین‌های چین دار است که از گوشه‌های آن تابیده می‌شوند. گل ماری رز این را در پنج ضلعی نشان می‌دهد.
  - همچنین می‌توان یک نقطه مخروطی منفرد را به‌طور نامحدود چرخاند، و در حالت کناری، اضلاع آن را به شکلی مانند بمب آب فرو ریخت. (اگر این کار با یک نقطه غیر مخروطی مانند پایه بمب آب امتحان شود، در نهایت چین در یک کدو پخش شده خاتمه می‌یابد) این نوع در بسیاری از جعبه‌های ماژولدار توموکو فوزه شود.
- غرق شدن، یا گاهی باز کردن، یک جیب مقعر را بدون باز کردن کامل کاغذ یا برعکس یک سینک ظرفشویی، محدب می‌کند. دشوارتر از غرق شدن بسته در زیر است زیرا هیچ دریچه داخلی وجود ندارد که بتوانید از آن برای غوطه ور شدن کاغذ استفاده کنید، بنابراین کاغذ باید باز شود و ناحیه مورد نظر از داخل مدل بیرون زده شود (محدب باشد) و از پشت. این یک چین مشترک در حشرات لانگ است.
- ظرف شستشوی بسته بدون آنکه کاغذ آسیب دیده کاملاً باز شود، یک سینک بسته را برعکس می‌کند. از نظر تئوری، «درست» نقطه مقابل یک غرق بسته‌است. در عمل، این کار بسیار دشوار است، زیرا کاغذی که «در حال جابجایی» است معمولاً باید کشیده شود (هل داده نشود)، و زیرا شامل تا خوردن همزمان روی یک فلپ قفل شده‌است که در داخل سینک ظرفشویی مخفی است. با این حال، دستکاری آسانتر از یک غرق شدن باز است، زیرا یک دریچه داخلی برای کشیدن وجود دارد تا لغو غرق در محل قرار گیرد. در یک غرق شدن باز چیزی برای نگهداری وجود ندارد. غرق شدن بسته در برخی از مدلهای پیچیده مانند چند حشره لانگ ظاهر می‌شود.